# السلوقية باجة
السلوڤية هي مدينة صغيرة تقع غرب العاصمة تونس على طريق الكاف ما بين تستور ومجاز الباب ، تحتوي على مسجد بقلب البلدة، وتتوفر على سوق أسبوعي كل يوم السبت.